# Songun
Sŏn'gun, som oftest stavet Songun, er et politisk doktrin eller teori fra Nordkorea, der kort går ud på hæren er det øverste statsorgan.
Hele samfundsstrukturen i Nordkorea er bygget på teorien om et koreansk begreb, som betyder «militæret først». Teorien blev lanceret af Kim Jong-il i 1994, lige efter Kim Il-sungs død.
Songun står for at hæren altid er det øverste og mest magtfulde organ i staten, over regeringen. Det betyder i praksis at hæren har førsteprioritet på statsbudgettet og landets øvrige ressourcer. Det forklarer også hvorfor folkerepublikkens de facto leder ikke er præsidenten eller premierministeren, men i stedet Kim Jong-un, der er Formand for Militærkommissionen – den mest magtfulde position en nulevende kan have i Nordkorea. Det skyldes at den ultimativt højeste magtposition i landet stadig tilhører den afdøde Kim Il-Sung, som de jure er "Præsident til evig tid".